# Serghei Covalciuc
Serghei Covalciuc (en ruso: Сергей Ковальчук) (Odesa, Unión Soviética, 20 de enero de 1982) es un futbolista ucraniano aunque nacionalizado moldavo, se desempeña como centrocampista en el FC Aktobe de la Liga Premier de Kazajistán.

## Selección nacional
Ha sido internacional con la Selección de fútbol de Moldavia, ha jugado 35 partidos internacionales y ha anotado 2 goles.

## Clubes
| Club                      | País       | Año         |
| ------------------------- | ---------- | ----------- |
| CS Tiligul-Tiras Tiraspol | Moldavia   | 1998 - 2002 |
| FK Karpaty Lviv           | Ucrania    | 2002 - 2004 |
| FC Spartak de Moscú       | Rusia      | 2004 - 2009 |
| FC Tom Tomsk              | Rusia      | 2010        |
| FC Zhemchuzhina-Sochi     | Rusia      | 2011        |
| FC Chernomorets Odessa    | Ucrania    | 2011 - 2012 |
| FC Aktobe                 | Kazajistán | 2012 -      |